# Olof Larsson (1739–1802)

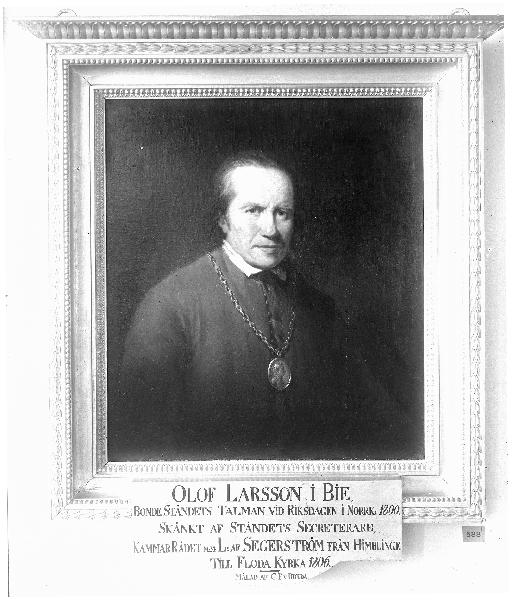
Olof Larssons porträtt i Floda kyrka. Runt halsen ses medaljen Hans Majestät Konungens medalj.

Olof Larsson, född 5 januari 1739 på Bie Västergård, Floda socken, Södermanlands län, död 23 juli 1802 på Smedsta egendom, Dunkers socken, Södermanlands län, var en svensk gästgivare och politiker.

## Biografi
Larsson var bondeståndets talman 1800. Han var riksdagsman även 1778, 1786, och 1789. Föräldrar var bonden Lars Ericsson och Anna Olofsdotter (Biander/Segerbrand) på Bie Västergård. Han gifte sig första gången 11 oktober 1760 med Ingrid Ericsdotter (1742–1788) med vilken han fick 10 barn. Han gifte sig andra gången med Anna Stina Andersdotter (1759–1844) och hade med henne barnen Maria Forsman och Anders Larson (kyrkoherde i Enhörna församling, Södermanlands län). Hans agnatiska ättlingar antog i tredje generationen släktnamnet Bertil.
Vid sin sista riksdag 1800 valdes Larsson till bondeståndets förste representant någonsin i riksbankofullmäktige. Riksdagen 1800 kallas för övrigt kröningsriksdagen i Norrköping, eftersom Gustav IV Adolf kröntes i samband med denna mycket stormiga riksdag, då ett antal adelsmän avsade sig sina adelskap. Hans porträtt, målat av Carl Fredric von Breda, hänger i Floda kyrka, i Sveriges riksbank och i det gamla kejsarpalatset i Kreml.

## Utmärkelser
- Hans Majestät Konungens medalj i silver av 18:e storleken med silverkedja (1800)[1]